# Usia forcipata
Usia forcipata är en tvåvingeart som beskrevs av Brulle 1833. Usia forcipata ingår i släktet Usia och familjen svävflugor. Inga underarter finns listade i Catalogue of Life.